# Ingrid Newkirk

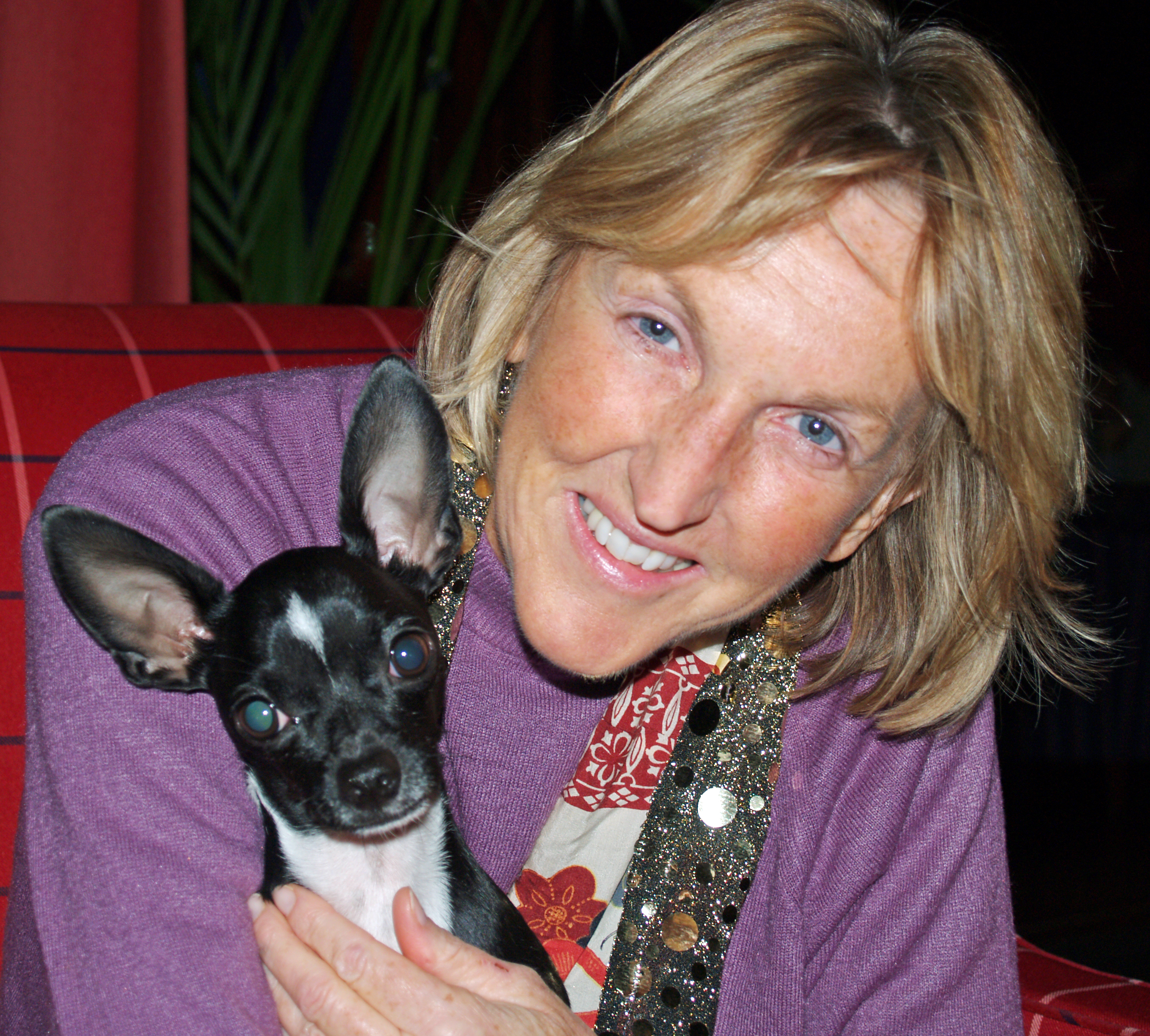
Ingrid Newkirk (2007)

Ingrid Newkirk (* 11. Juni 1949 in Surrey, Großbritannien) ist eine britisch-amerikanische Tierschutz-Aktivistin, Mitbegründerin und Präsidentin der internationalen Tierrechtsorganisation People for the Ethical Treatment of Animals (PETA).

## Leben
Newkirk wuchs in Neu-Delhi auf und arbeitete in den 1970er Jahren als Hilfssheriff in Maryland (USA) und im District of Columbia. Im Rahmen ihres Amtes war sie schon damals mit Vergehen gegen den Tierschutz befasst. In dieser Zeit wurde sie nach eigenen Angaben beeinflusst durch Peter Singers Buch Animal Liberation. 1980 gründete sie gemeinsam mit dem bekannten Aktivisten Alex Pacheco die Gruppe PETA.
Über die Jahre hat Newkirk einige Erfolge gegen Massentierhaltung, Tierversuche, Tierquälerei etc. verbuchen können. Daneben hat sie einige Bücher zum Thema veröffentlicht. Newkirk wird heftig kritisiert, u. a. wegen ihrer positiven Haltung zur gewaltbereiten Animal Liberation Front. Darüber hinaus haben einige Interviewaussagen Newkirks für Empörung gesorgt. Sie hatte Jassir Arafat in einem Brief gebeten, keine Tiere als lebende Bomben nach Israel zu schicken; auf die Frage, warum sie nicht darum gebeten habe, mit den Anschlägen aufzuhören, antwortete sie, dass es nicht ihre Aufgabe sei, sich in menschliche Kriege einzumischen. Newkirk trat öffentlich immer wieder für die Gleichsetzung von Tieren und Menschen ein: „Es gibt keine rationale Grundlage für die Behauptung, Menschen hätten besondere Rechte. Eine Ratte ist ein Schwein ist ein Hund ist ein Junge. Sie sind alle Tiere.“
Newkirk ist neben ihrer Tätigkeit für PETA Direktorin der PETA Foundation und Beiratsmitglied der Organisationen Earthsave International und United Poultry Concerns.
In ihrem Testament legt Newkirk fest, dass sie ihre Leiche PETA spenden will und schlägt unter anderem vor, dass Teile davon gegrillt werden sollen, ihre Haut zu Leder und ihre Füße zu Schirmständern verarbeitet werden sollen und dass ihre Leber in Frankreich als Teil eines Protests gegen Foie gras verwendet werden soll.